# Joachim Streich
Joachim Streich (Wismar, Njemačka, 13. travnja 1951.) je bivši istočnonjemački nogometaš i nacionalni reprezentativac. Sa 102 nastupa i 55 pogodaka, smatra se igračem s najviše nastupa i pogodaka za reprezentaciju DDR-a. Kao član olimpijske reprezentacije, osvojio je broncu na Olimpijadi u Münchenu 1972. Prekidom igračke karijere bio je nogometni trener.

## Karijera

### Klupska karijera
Streich je profesionalnu karijeru započeo 1969. godine u Hansi Rostock. Nakon šest sezona igranja u klubu, igrač je otišao u Magdeburg u kojem je nastupao deset godina. U tom razdoblju je osvojio tri kupa DDR-a dok je 1979. i 1983. proglašavan za najboljeg istočnonjemačkog nogometaša a četiri puta je bio najbolji strijelac prvenstva. Također, drži i rekord o najviše zabijenih prvenstvenih pogodaka tijekom jedne utakmice. To je ostvario u kolovozu 1977. kada je zabio šest golova BSG Chemie Böhlenu u ogromnoj 10:2 pobjedi.

### Reprezentativna karijera
Igrač je bio istočnonjemački reprezentativac od 1969. pa do 1984. U tom razdoblju je za reprezentaciju nastupio 98 puta i pri tome je zabio 53 pogotka. S druge strane, na Olimpijadi u Münchenu 1972., Streich je za olimpijsku selekciju nastupio četiri puta pri čemu je zabio dva pogotka. Zanimljivo je da je reprezentacija DDR-a tada osvojila broncu zajedno sa sovjetskom selekcijom nakon što je utakmica za treće mjesto završena s neriješenih 2:2.
Joachim Streich je dugo vremena bio u Klubu 100 sve dok FIFA nije promijenila pravila prema kojima je odvojila olimpijske nastupe od seniorskih. Međutim, Njemački nogometni savez je odlučio zadržati igračeve olimpijske nastupe među seniorskim što je i vidljivo na službenim web stranicama saveza.
Igrač je s reprezentacijom nastupio i na Svjetskom prvenstvu 1974. u Zapadnoj Njemačkoj. To je bio jedini DDR-ov nastup na Mundijalu a reprezentacija je stigla do drugog kruga natjecanja. Streich je ondje nastupio u četiri utakmice te zabio dva pogotka Australiji i Argentini.
Svoj posljednji reprezentativni pogodak, Joachim je zabio 10. listopada 1984. u prijateljskoj utakmici protiv Alžira koja je dobivena s 5:2. S druge strane, svoju posljednju utakmicu za DDR, Streich je odigrao 20. listopada 1984. u domaćoj kvalifikacijskoj utakmici protiv Jugoslavije. Istočna Njemačka je taj susret izgubila s 3:2.
Danas se Joachim Streich smatra igračem s najviše nastupa i pogodaka za Istočnu Njemačku.

### Trenerska karijera
Prekidom igračke karijere, Streich je bio nogometni trener. U dva navrata je vodio Magdeburg u kojem je igrao dok je posljednji klub koji je vodio bio FSV Zwickau.

## Osvojeni trofeji

### Klupski trofeji
| Klub             | Trofej           | Godina           |
| Istočna Njemačka | Istočna Njemačka | Istočna Njemačka |
| ---------------- | ---------------- | ---------------- |
| 1. FC Magdeburg  | Kup DDR-a        | 1978.            |
| 1. FC Magdeburg  | Kup DDR-a        | 1979.            |
| 1. FC Magdeburg  | Kup DDR-a        | 1983.            |

### Reprezentativni trofeji
| Turnir                     | Trofej | Godina |
| -------------------------- | ------ | ------ |
| Olimpijske igre u Münchenu | Bronca | 1972.  |

### Individualni trofeji
| Trofej                             | Sezona    |
| ---------------------------------- | --------- |
| Najbolji strijelac prvenstva DDR-a | 1976./77. |
| Najbolji strijelac prvenstva DDR-a | 1978./79. |
| Istočnonjemački nogometaš godine   | 1978./79. |
| Najbolji strijelac prvenstva DDR-a | 1980./81. |
| Najbolji strijelac prvenstva DDR-a | 1982./83. |
| Istočnonjemački nogometaš godine   | 1982./83. |